# Жилинский троллейбус
Жилинский троллейбус (словац. Trolejbusová doprava v Žiline) — троллейбусная система, функционирующая в городе Словакии Жилине. Открыта 17 ноября 1994 года. Имеется 9 маршрутов.

## Маршруты
В городе Жилина действует 8 троллейбусных маршрутов.

1. Цестарска-Центр-Сидлиско-Влчинце-Глины-Цестарска (полукольцевой маршрут).

3. Бурик-Железнодорожная станция, через центр (полукольцевой маршрут).

4. Влчинце-Железнодорожная станция, через Центр, Глины, Солински (кольцевой).

5. Бурик-Влчинце, через Глины.

6. Хайик-Влчинце, через Заводье, Центр, Влчинце. Другая конечная Carrefoure.

7. Хайик-Влчинце, через Вельки Диел, Сидлиско, Солински, Глины.

14. Влчинце-Железнодорожная станция, через Центр, Глины, Солински (кольцевой). Также как и маршрут №4, только в другую сторону.
 
16. Хайик-Железнодорожная станция (полукольцевой маршрут).

## Подвижной состав
| Тип машин             | Количество | Сроки эксплуатации |
| Škoda_26Tr Solaris IV | 11         | 2017-н.в.          |
| Škoda_27Tr Solaris IV | 18         | 2017-н.в.          |
| Škoda 30Tr SOR        | 7          | 2012-н.в.          |
| Škoda 31Tr SOR        | 8          | 2013-н.в.          |